# José Antolínez

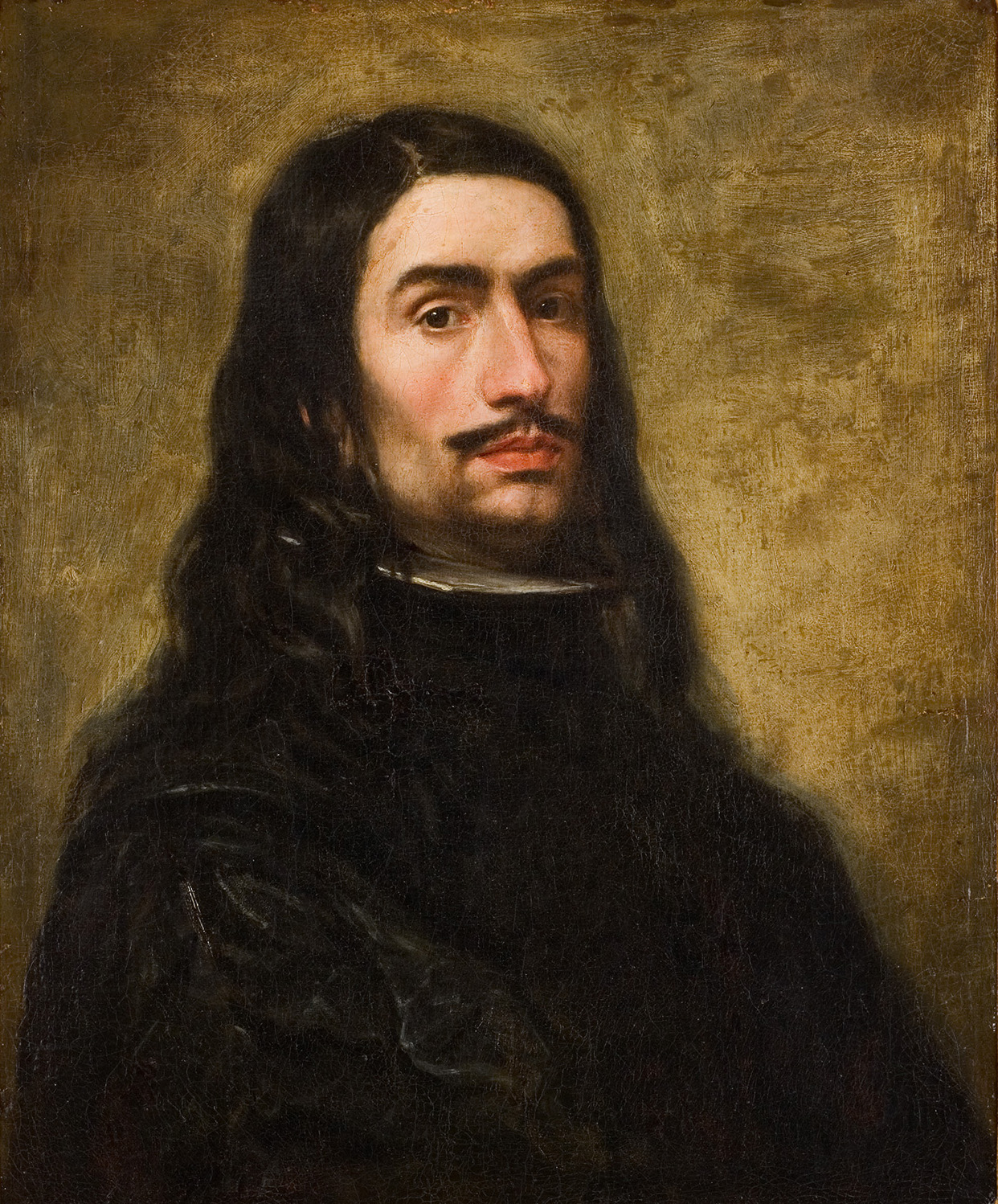
Porträt eines Mannes (vermutlich Selbstporträt), Musée Fabre, Montpellier

José Antolínez (* 1635 in Madrid; † 30. Mai 1675 in Madrid) war ein spanischer Maler des Barock aus der Schule von Madrid.

## Biografie
José war der Sohn von Ana de Sarabia und dem wohlsituierten Kunsttischler Juan Antolín, der neben seinem Wohnsitz in Madrid auch ein Anwesen in Espinosa de los Monteros besaß. Das Kind wurde am 7. November 1635 in der Kirche S. Justo y Pastor in Madrid auf die Vornamen Claudio José Vicente getauft. Wie sein Bruder Francisco, hatte José später adlige Prätentionen, und versuchte 1662 seine Anerkennung als Hidalgo zu erreichen.
Seine Ausbildung begann er bei dem einfachen Maler Julián González de Benavides, der 1653 sein Schwiegervater wurde. Später wechselte er zu Antonio Palomino und zu Francisco Rizi. Außerdem besuchte er die offenen Akademien in Madrid. In seiner Biografie zeichnet Palomino kein sehr sympathisches Bild von Antolínez, er beschreibt ihn als einen hochmütigen und eitlen Mann, mit scharfer Zunge und einem beißend-spöttischen Humor, und geschickt im Umgang mit dem Schwert. Sein arrogantes Verhalten soll immer wieder zu Reibereien und Streit mit Kollegen geführt haben, beispielsweise überwarf er sich mit seinem Lehrer Rizi. Trotzdem wurde seine Malerei von seinen Zeitgenossen sehr geschätzt.
Auch seinen relativ frühen Tod mit 40 Jahren, am 30. Mai 1675, soll er selbst durch maßlosen Stolz und seine Liebe zum „schwarzen Schwert“ (espada negra) verursacht haben; bei einem Streit mit anderen „aficionados“ wurde er zusammengeschlagen und starb wenige Tage später.
Laut Palomino hatte er einen Schüler namens Alonso del Barco, ein Landschaftsmaler.

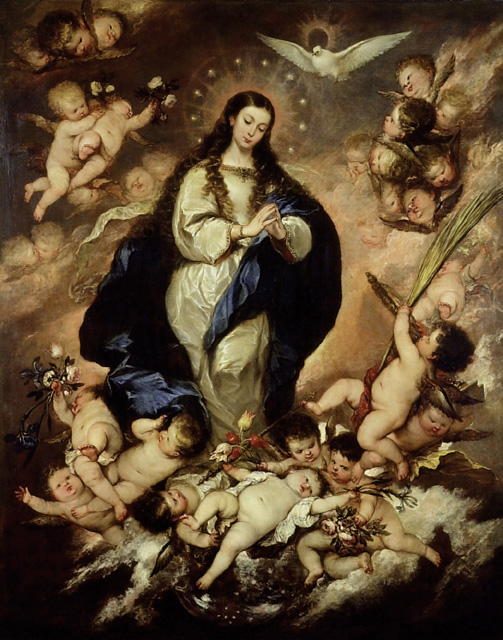
Inmaculada Concepción, Öl auf Leinwand, 213 × 170 cm, Ashmolean Museum, University of Oxford

## Werk
Antolínez war ein sehr vielseitiger und origineller Künstler, der ein relativ umfangreiches Werk hinterließ und verschiedenste Gattungen pflegte: religiöse Malerei, Mythologie, Porträts, Genreszenen und Landschaften – von letzteren ist jedoch nichts mehr erhalten. Bemerkenswert ist die große Zahl von Werken, die dem Thema der Unbefleckten Empfängnis (Maria Immaculada) gewidmet sind, vergleichbar nur dem Sevillaner Meister Murillo. Etwa zwanzig Exemplare von Antolínez sind erhalten, davon drei signierte im Prado. Dabei gelang es ihm, „…einen ikonografischen Typus von extremer Eleganz und Raffinesse…“ zu erschaffen. Besonders ausgearbeitet und von exzeptioneller Schönheit sind die Versionen im Ashmolean Museum, Oxford, und im Museo de Bellas Artes in Bilbao.
Auch Antolínez’ Interpretationen der Maria Magdalena stechen hervor, besonders bekannt ist diejenige des Prado, wo er die Himmelfahrt der Heiligen in einer dynamisch bewegten Diagonalkomposition in satten Blautönen darstellt.
Erwähnenswert sind einige Werke, die er in von anderen spanischen Künstlern weniger frequentierten Genres schuf, wie z. B. Der arme Maler in der Alten Pinakothek, München, oder das Gruppenporträt – samt Selbstporträt des Malers – vom Botschafter Lerche aus Kopenhagen. Zwei Bildnisse kleiner Mädchen im Prado galten seit dem 19. Jahrhundert lange Zeit als Werke von Velázquez, wurden jedoch von Diego Angulo 1957 Antolínez zugeschrieben.

Religiöse Malerei (Auswahl)
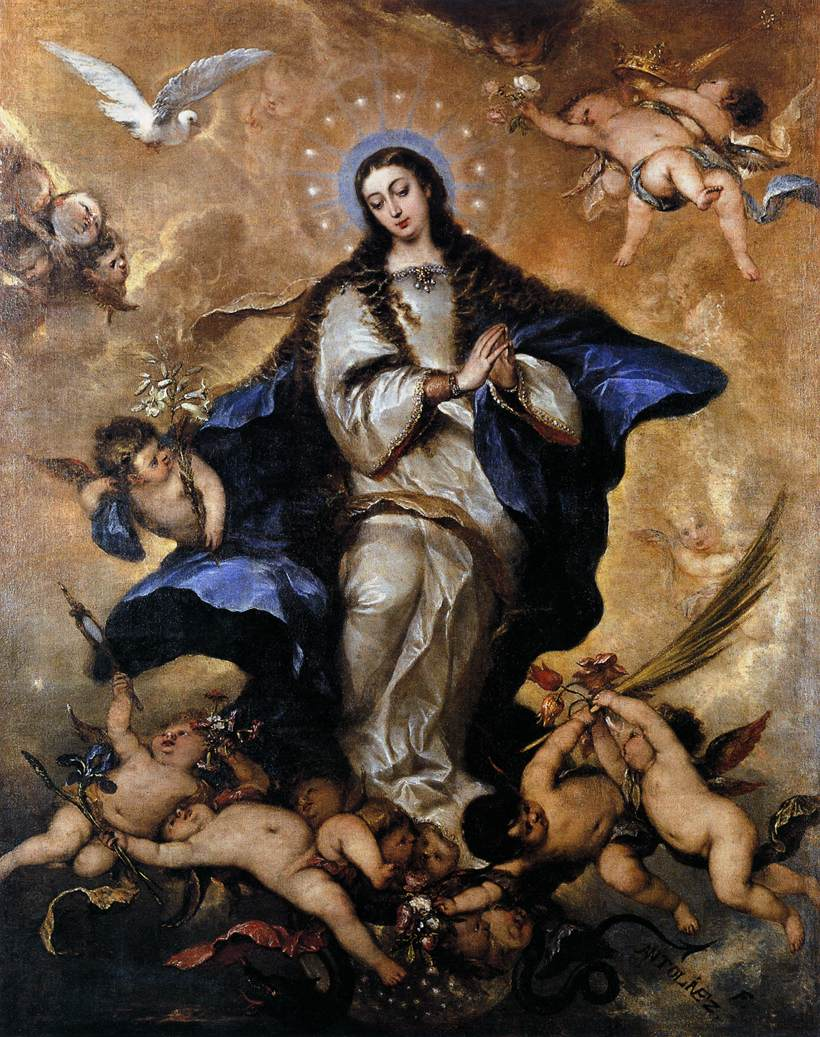
Inmaculada Concepción, ca. 1665, 201 × 149,5 cm, Museo de Bellas Artes, Bilbao
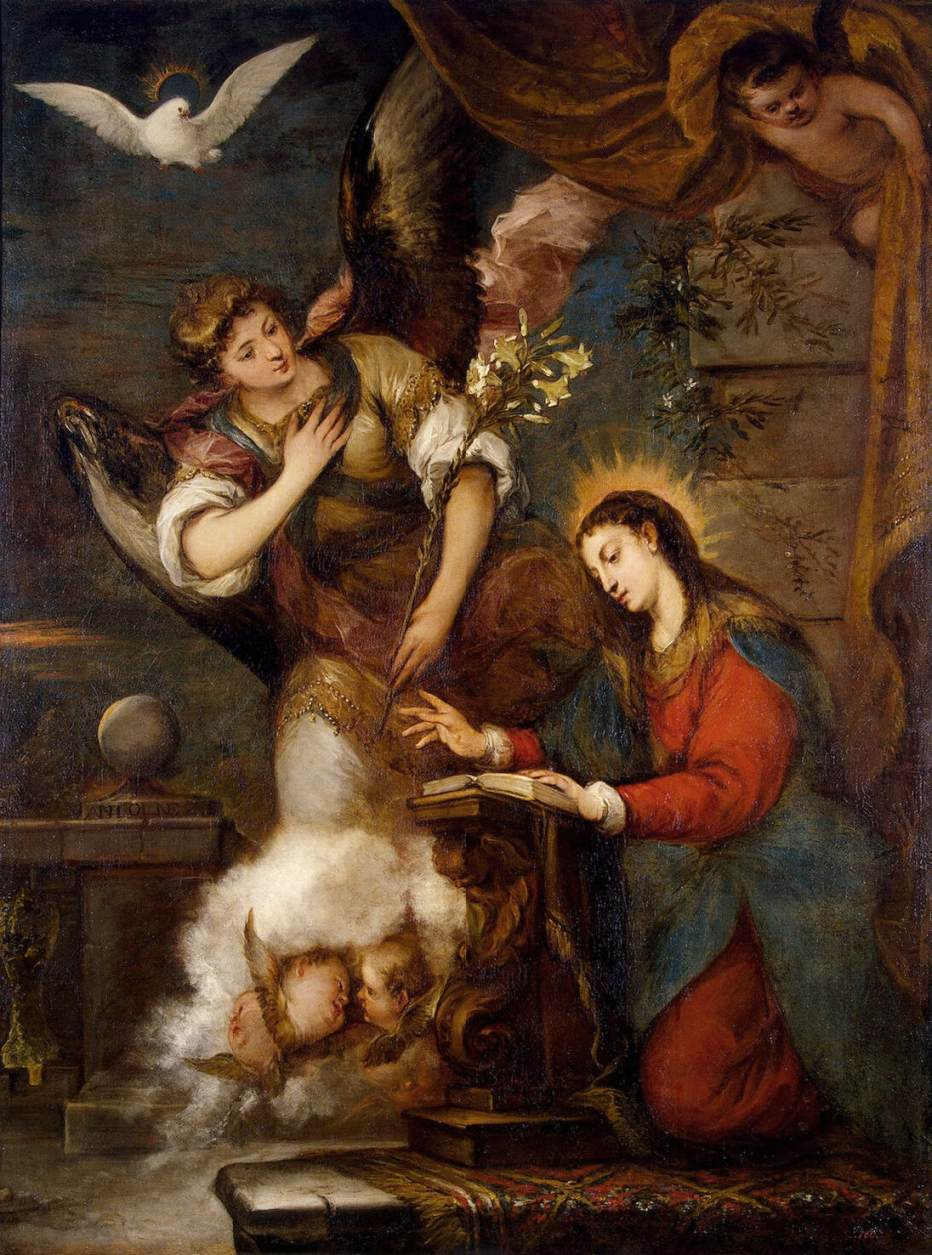
Verkündigung, ca. 1665–1675, 203 × 153 cm, Eremitage, St. Petersburg
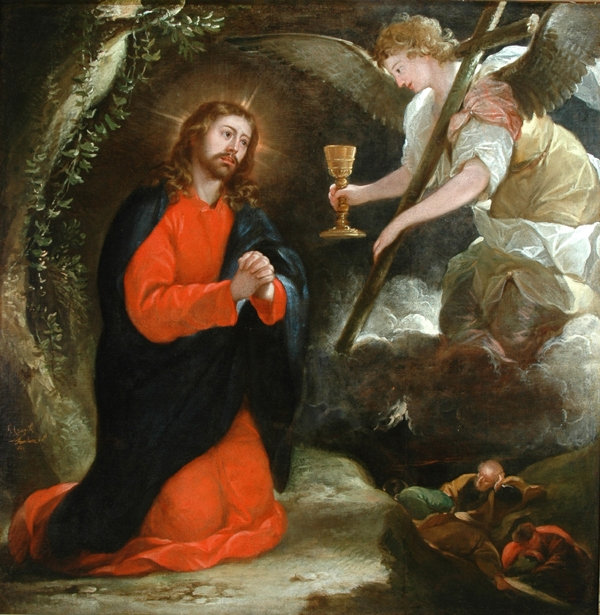
Christus im Olivenhain, 1665, 167 × 163 cm, Bowes Museum, Barnard Castle
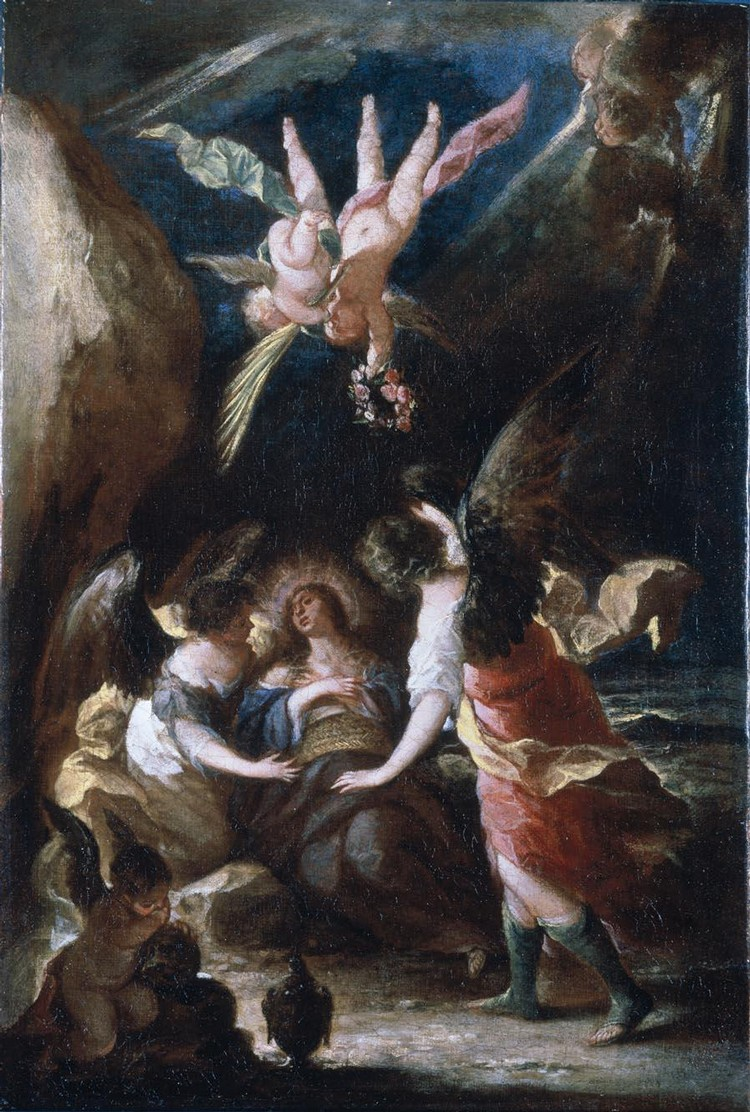
Tod der Magdalena, um 1660, 50 × 43 cm, Privatsammlung.
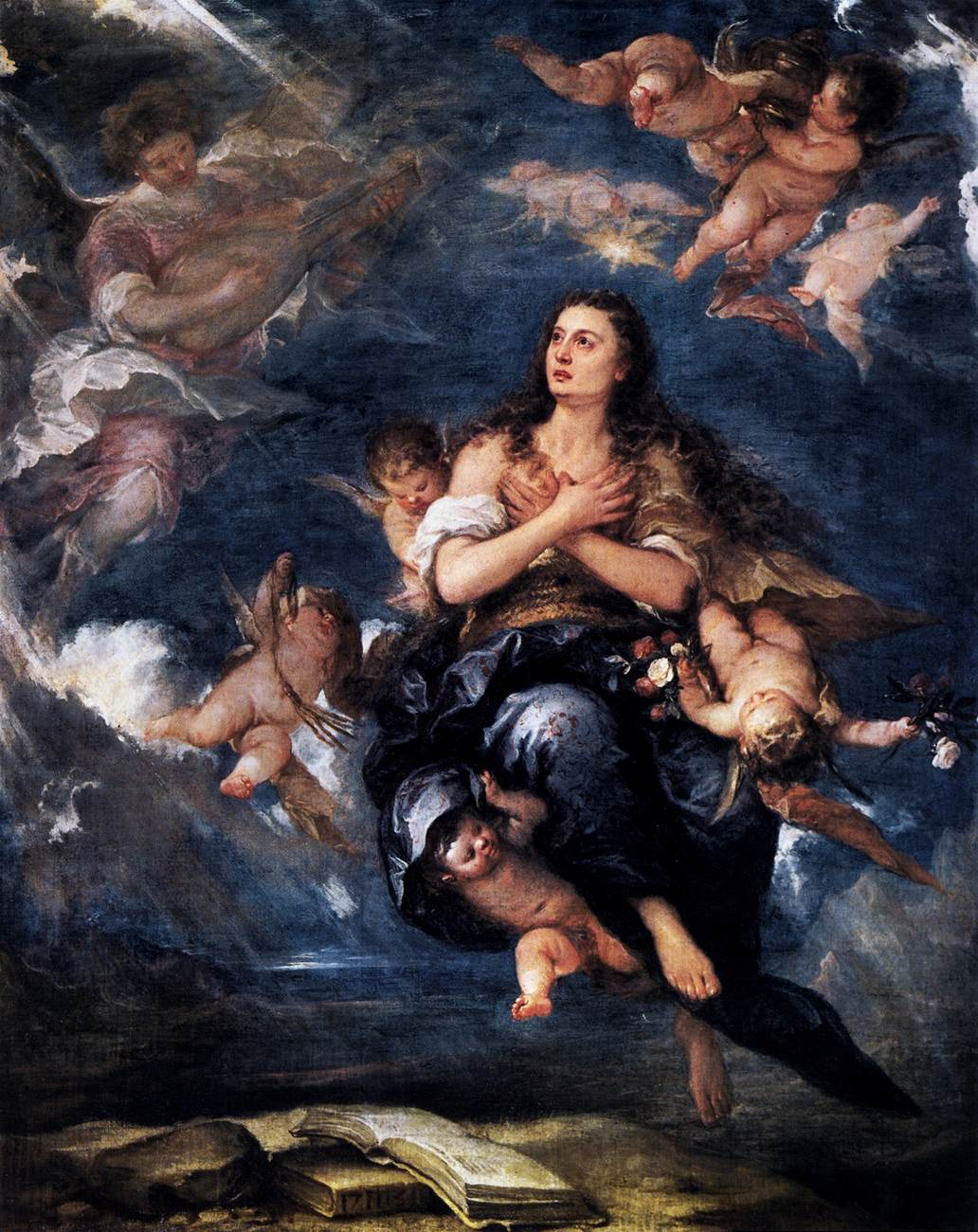
Ekstase der Maria Magdalena, um 1670–1675, 205 cm × 163 cm, Prado, Madrid

Anderes (Auswahl)
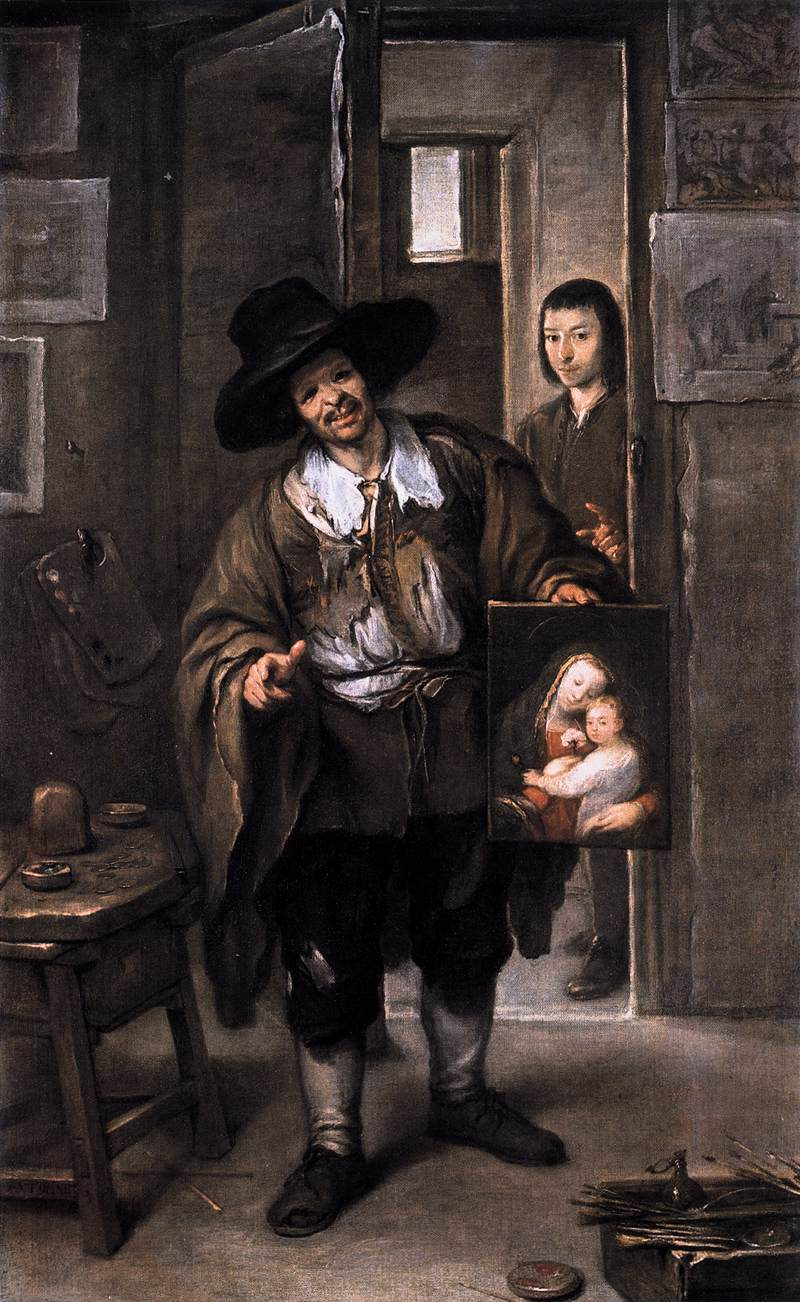
Armer Kunsthändler (auch: Armer Maler), etwa 1670, 201 × 125 cm, Alte Pinakothek, München
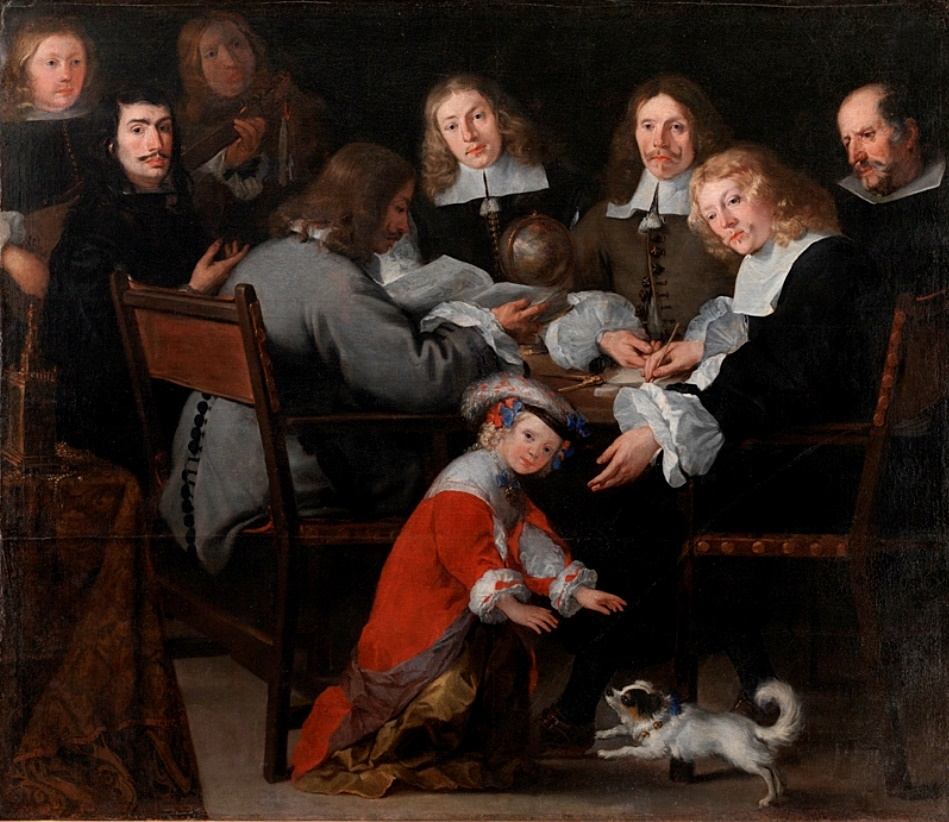
Der dänische Botschafter Cornelius Pedersen mit Entourage (Selbstporträt von Antolínez: zweiter von links, sitzend), 1662, 186,5 × 215,8 cm, Statens Museum for Kunst, Kopenhagen
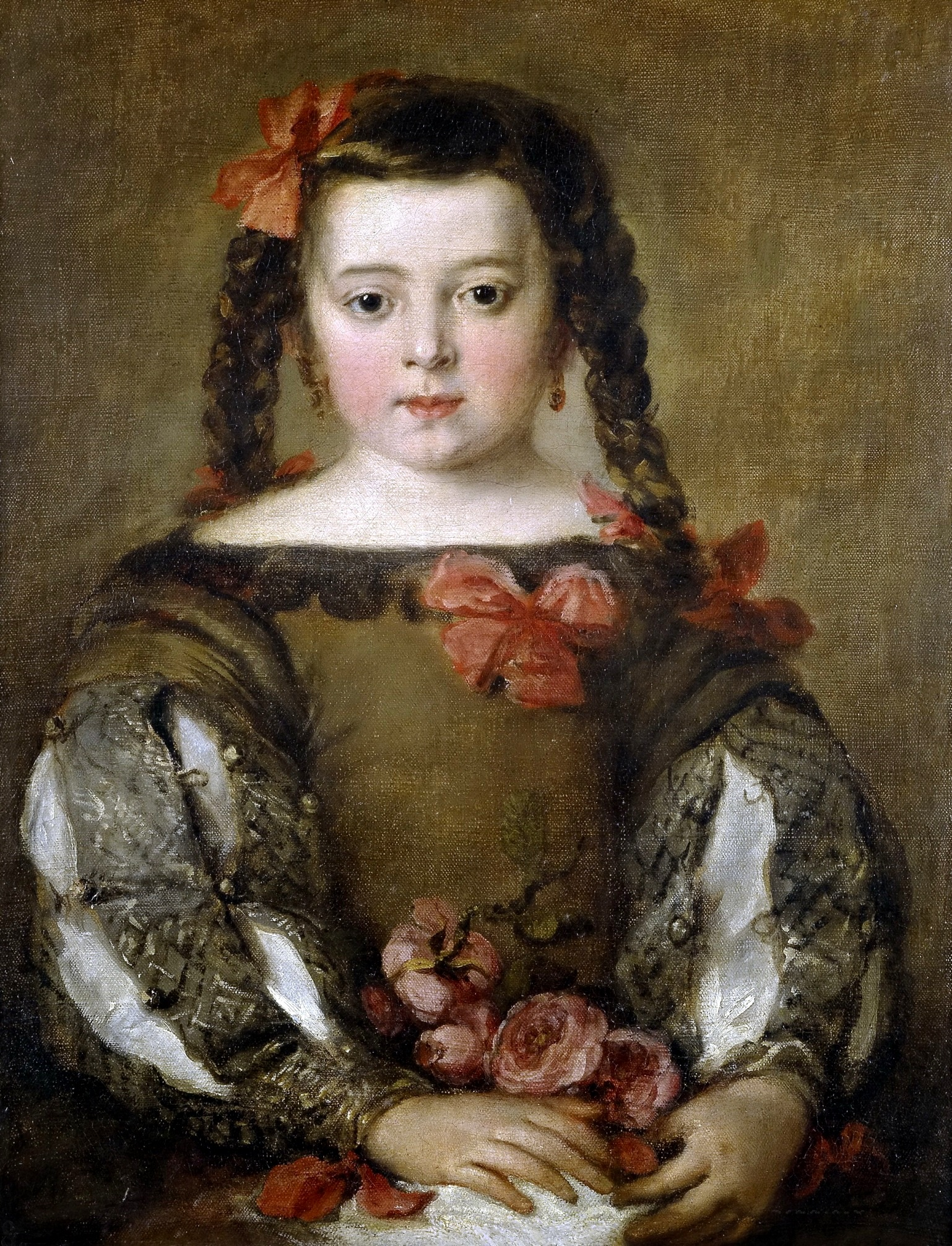
Mädchen mit Rosen, um 1660, 58 × 46 cm, Prado, Madrid (unsigniert, früher Velázquez zugeschrieben)